# Picardiella
Picardiella is een geslacht van insecten uit de orde vliesvleugeligen (Hymenoptera) en de familie Ichneumonidae.

## Soorten
- P. cervina Sheng, 2001
- P. hebes (Tosquinet, 1896)
- P. melanoleuca (Gravenhorst, 1829)
- P. rufa (Uchida, 1932)
- P. seyrigi Townes, Townes & Gupta, 1961
- P. shelfordi (Cameron, 1902)
- P. tarsalis (Matsumura, 1912)